# Pignataro Maggiore
Pignataro Maggiore est une commune de la province de Caserte dans la région Campanie en Italie.

## Administration
| Période                                  | Période  | Identité          | Étiquette | Qualité |
| ---------------------------------------- | -------- | ----------------- | --------- | ------- |
| 30 mai 2006                              | En cours | Giorgio Magliocca |           |         |
| Les données manquantes sont à compléter. |          |                   |           |         |

### Hameaux
Monte (zone nord), Vinnoli (zone ouest), Partignano (zone est), Rarone (zone sud) 

### Communes limitrophes
Calvi Risorta, Francolise, Giano Vetusto, Grazzanise, Pastorano, Sparanise, Vitulazio

## Jumelages
Monieux, Vaucluse